# Lito Álvarez
Elio "Lito" Álvarez (n. 15 de diciembre de 1947) es un exjugador de tenis de Argentina que se desempeñó durante los años 1970.
En su carrera profesional alcanzó una final de un torneo de ATP en singles (Hilversum en 1977) y un título de dobles. Formó parte varios años del equipo argentino de Copa Davis, sirviendo en general de apoyo, junto a Ricardo Cano, de los dos más grandes tenistas argentinos de la época: Guillermo Vilas y José Luis Clerc.
En los torneos de Grand Slam nunca pudo superar la segunda ronda. Se retiró en 1981. 

## Torneos ATP (1; 0+1)

### Individuales (0)

#### Finalista (1)
| N.º | Fecha               | Torneo    | Superficie    | Oponente en la final | Resultado   |
| --- | ------------------- | --------- | ------------- | -------------------- | ----------- |
| 1.  | 12 de julio de 1977 | Hilversum | Tierra batida | Patrick Proisy       | 0-6 2-6 0-6 |

### Dobles (1)

#### Títulos
| Leyenda                |
| Grand Slam (0)         |
| Tennis Masters Cup (0) |
| ATP Tour (1)           |

| N.º | Fecha                   | Torneo    | Superficie | Pareja       | Oponentes en la final      | Resultado   |
| --- | ----------------------- | --------- | ---------- | ------------ | -------------------------- | ----------- |
| 1.  | 15 de noviembre de 1976 | Sao Paulo | Carpeta    | Víctor Pecci | Ricardo Cano Belus Prajoux | 6-4 3-6 6-3 |

#### Finalista (5)
| N.º | Fecha                  | Torneo       | Superficie    | Pareja          | Oponentes en la final              | Resultado       |
| --- | ---------------------- | ------------ | ------------- | --------------- | ---------------------------------- | --------------- |
| 1.  | 14 de julio de 1974    | Dublín       |               | Jorge Andrew    | Colin Dowdeswell John Yuill        | 3-6 2-6         |
| 2.  | 21 de julio de 1974    | Hilversum    | Tierra batida | Julián Ganzábal | Tito Vásquez Guillermo Vilas       | 2-6 6-3 1-6 2-6 |
| 3.  | 4 de diciembre de 1976 | Santiago     | Tierra batida | Belus Prajoux   | Patricio Cornejo Hans Gildemeister | 3-6 6-7         |
| 4.  | 14 de abril de 1977    | Buenos Aires | Tierra batida | Guillermo Vilas | Wojtek Fibak Ion Tiriac            | 5-7 6-0 6-7     |
| 5.  | 12 de marzo de 1978    | El Cairo     | Tierra batida | George Hardie   | Ismail El Shafei Brian Fairlie     | 3-6 5-7 2-6     |